# ニュースほっと5
『ニュースほっと5』（ニュースほっとファイブ）は、1993年から1997年9月26日までテレビ大阪（TVO）にて夕方帯のニュース番組である。
この項では、前身の『ニュースほっとライン』についても触れる。

## 放送時間

### ニュースほっとライン
- 月曜日 - 金曜日 17:00 - 17:30

### ニュースほっと5
- 月曜日 - 金曜日 17:00 - 17:30